# Center IRIS
Center za izobraževanje, rehabilitacijo, inkluzijo in svetovanje za slepe in slabovidne (Center IRIS), prej Zavod za slepo in slabovidno mladino Ljubljana, je edini javni zavod v Sloveniji. Ustanovljen je bil v šolskem letu 1918/1919 v Ljubljani, se je selil v Kočevje ter ob koncu 2. sv. vojne zopet nazaj v Ljubljano, kjer je še danes. 
Njegov namen ostaja v osnovi enak: izvajanje prilagojenih vzgojno izobraževalnih programov za slepe in slabovidne. S programi ter z mobilno službo po celi Sloveniji pokriva slepe in slabovidne (tudi z večplastnimi motnjami) v predšolskem in šolskem obdobju. Nudi specialna znanja in s svojo stroko svetuje in izobražuje vse zainteresirane: slepe in slabovidne ter ožjo in širšo okolico (recimo kako prilagoditi sliko, tekst in okolico za ljudi z okvaro vida pri različnih javnih ustanovah).